# Cabalia rufiventris
Cabalia rufiventris là một loài bọ cánh cứng trong họ Meloidae. Loài này được Walker miêu tả khoa học năm 1871.